# 湖南佛学院
湖南佛学院，由圣辉大和尚创办于1998年，院址设在中国湖南省长沙市岳麓区麓山寺，是湖南省佛教协会领导的中等佛教院校。

## 歷史沿革
1998年，湖南佛学院由湖南省佛教协会举办，由圣辉大和尚创办。

## 学制课程
学院是以传授佛教经、律、论为基本学科，学制两年的汉语系中等佛教院校。
学院开设的主要课程：开设有佛学入门、遗教三经、三论纲要、丛林清规、古汉语、佛教史、书法、英语等。

## 参閲
- 中国大陆宗教院校列表
- 麓山寺
- 开福寺